# ТВ Новости
ТВ новости је недељни часопис који је посвећен телевизији. Издаје га Компанија Новости.
ТВ програми, вести о познатим лицима, ТВ личности, ТВ серије и филмови, филмови који стижу у биоскопе и они који се тек стварају у свету, музика и спорт, налазе се на страницама сваког броја.
ТВ новости су присутне на најзначајнијим дешавањима као што су: премијере, концерти, гостовања, репортаже са снимања серија и филмова, модне ревије.
ТВ новости од 1968. сваке године додељују награду за најбољи глумачки пар године. Она и он је награда која се додељује на Филмском фестивалу у Нишу. Глумачки пар године бирају читаоци ТВ новости. Први добитници су Милена Дравић и Љубиша Самарџић за улоге у филму Јутро.